# Серфсајд (Флорида)
Серфсајд (енгл. Surfside) град је у америчкој савезној држави Флорида. По попису становништва из 2010. у њему је живело 5.744 становника.

## Демографија
Према попису становништва из 2010. у граду је живело 5.744 становника, што је 835 (17,0%) становника више него 2000. године.
| Група             | 2000.         | 2010.         |
| Белци             | 2.589 (52,7%) | 2.880 (50,1%) |
| Афроамериканци    | 63 (1,3%)     | 73 (1,3%)     |
| Азијати           | 57 (1,2%)     | 75 (1,3%)     |
| Хиспаноамериканци | 2.137 (43,5%) | 2.673 (46,5%) |
| Укупно            | 4.909         | 5.744         |